# St.-Nepomuk-Statue (Bad Brückenau)

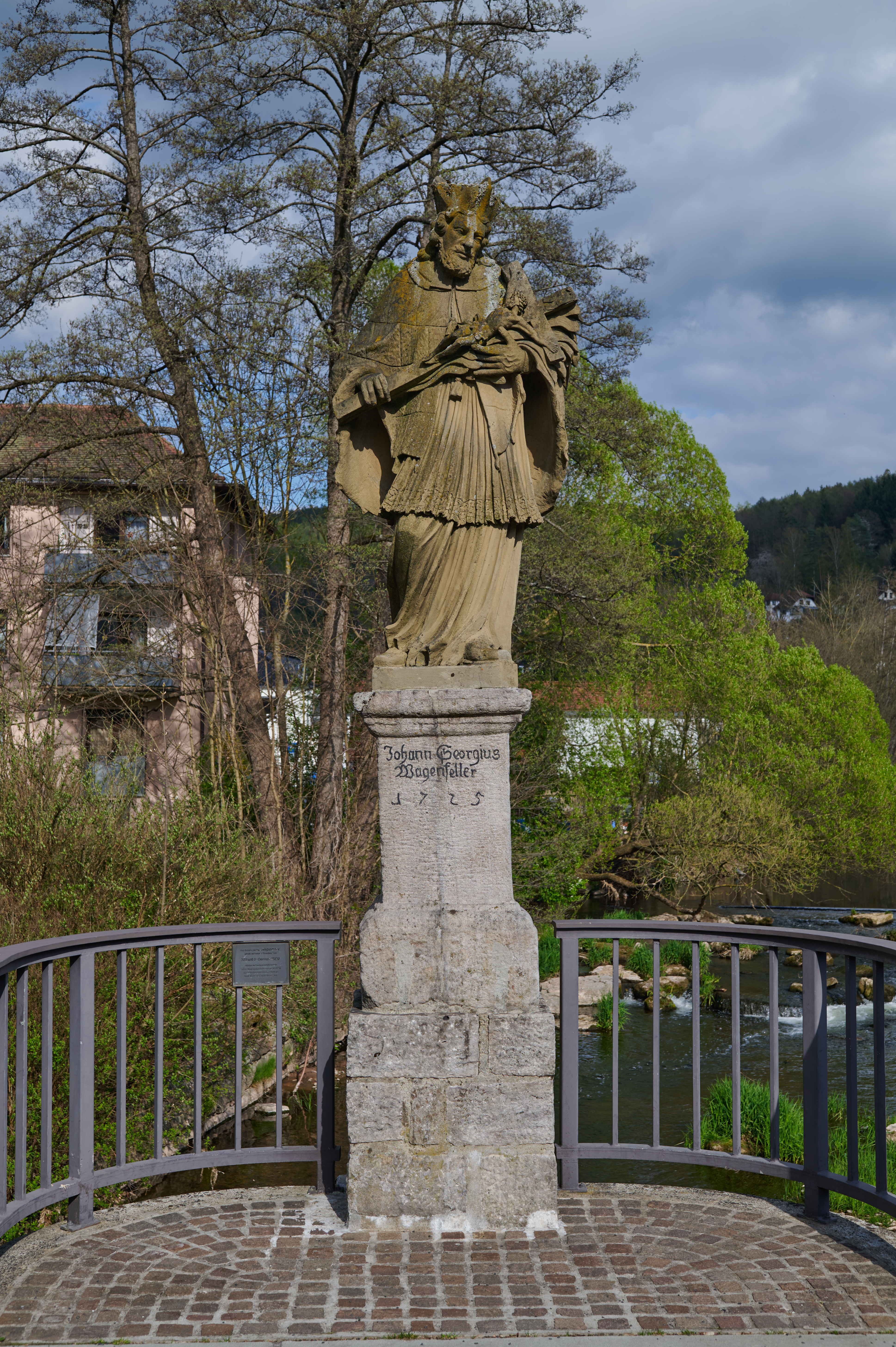
St.-Nepomuk-Statue in Bad Brückenau.

Die St.-Nepomuk-Statue befindet sich in Bad Brückenau, einer Stadt im unterfränkischen Landkreises Bad Kissingen, und steht im geteilten Sinnbett bei der Brücke. Sie gehört zu den Baudenkmälern in Bad Brückenau und ist unter der Nummer D-6-72-113-8 in der Bayerischen Denkmalliste registriert.

## Beschreibung
Die Statue entstand im Jahr 1725.
Auf einem gemauerten Sandsteingrundsockel mit Schrifttafel befindet sich ein leicht verjüngender Statuensockel mit seitlich und vorne stufig vorkragender und abgeschrägter Grund- und Simsplatte. Darauf steht die fast lebensgroße Plastik des hl. Johannes Nepomuk, die früher auf der bachaufwärts gelegenen Mauer mit Blickrichtung bachabwärts stand und beim Neubau der Brücke auf Geheiß des Straßenbauamtes abseits positioniert wurde.
Der hl. Nepomuk trägt einen knielangen Chorrock und einen karierten Schulterüberwurf und ist mit einem Kruzifix und einem Palmzweig ausgestattet. Früher war er farbig gefasst.
Die Sockelinschrift lautet: 

„JOHANN GEORGIUS WAGENFELLER

1725“